# 森庫克 (新罕布什爾州)
森庫克（英語：Suncook）是位於美國新罕布什爾州梅里馬克縣的普查規定居民點。

## 人口
根據2020年美國人口普查的數據，森庫克的面積為10.12平方千米，當中陸地面積為9.64平方千米，而水域面積為0.48平方千米。當地共有人口5501人，而人口密度為每平方千米543.58人。